# Jean-Raymond de Petity
L'abbé Jean-Raymond de Petity (né à Saint-Paul-Trois-Châteaux vers 1724 et mort à Vieuvicq le 9 septembre 1780) fut prédicateur de la reine Marie Leszczyńska sous Louis XV avant de se consacrer entièrement à la culture des lettres. Si sa Bibliothèque des artistes est un remarquable ouvrage encyclopédique, traitant notamment de l'histoire de l'imprimerie, le bibliographe Henri Cohen lui reproche son orthographe ridicule.

## Œuvres

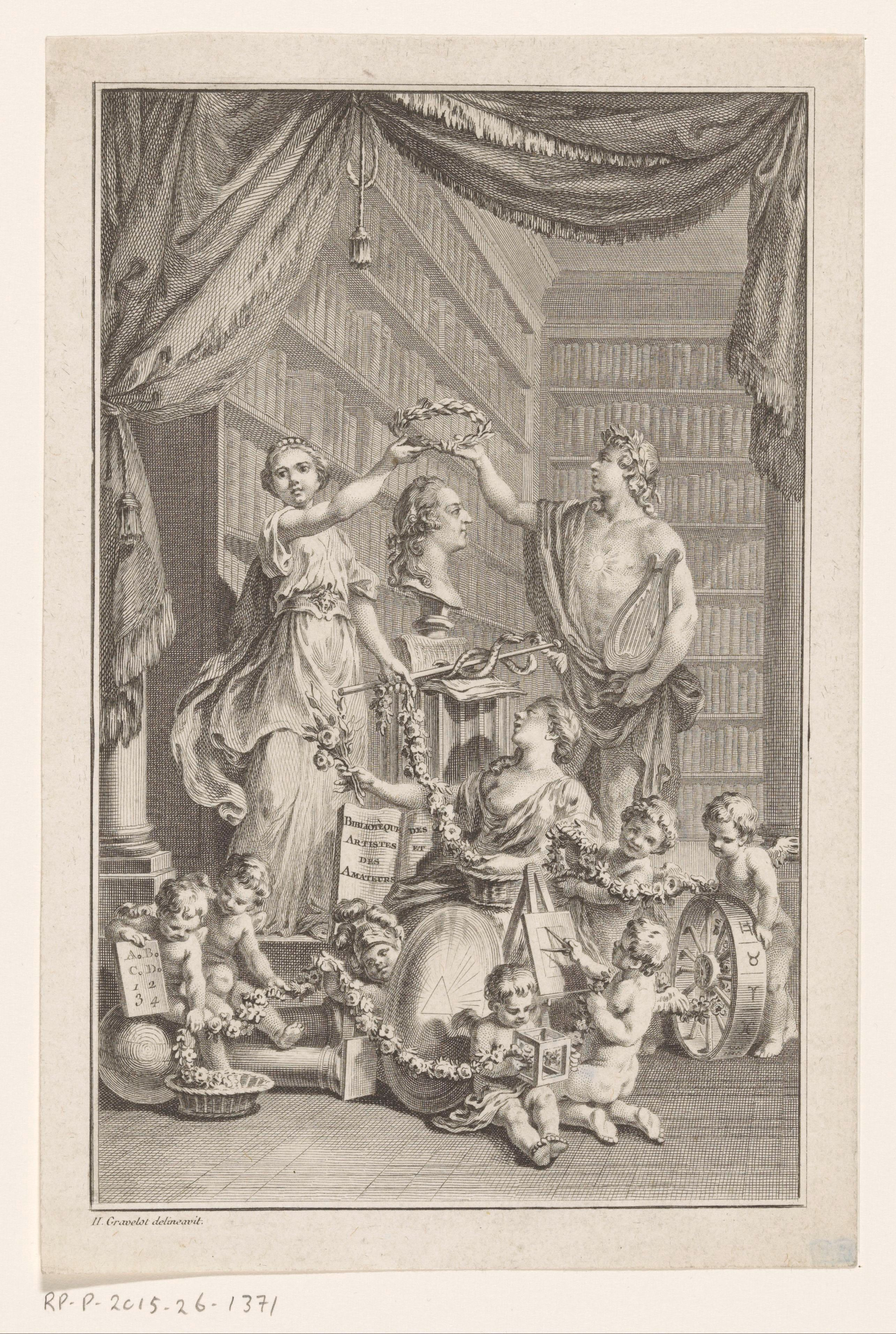
Frontispice de la Bibliothèque des artistes et des amateurs, 1766

- Sagesse de Louis XVI, Gueffier et De Hansy, Paris, 1775.
- Bibliothèque des Artistes et des amateurs, ou Tablettes Analytiques, et méthodiques, sur les Sciences et les Beaux-Arts. Dédiée au Roi, Paris, 1766.
- Etrennes françoises, dédiées à la ville de Paris, pour l'année jubilaire du Règne de LOUIS le Bien-Aimé, avec les monuments mémorables érigés à Paris vers le temps de cette époque, Paris, 1766.
- Encyclopédie élémentaire ou introduction a l'étude des lettres, des sciences et des arts. Dédiée  au Roi,  3 tomes in 4, chez Hérissant Fils, Paris,1767.